# Nikkó-Širane
Nikkó-Širane (japonsky 日光白根山, Nikkó-Širane-san) je Štítová sopka, nacházející se na japonském ostrově Honšú, severozápadně od jezera Čúzendži (中禅寺湖) v národním parku Nikkó. Sopka je tvořena převážně andezity, její vrchol je pokryt více lávovými dómy. Původcem všech historických erupcí je nejmladší dóm Širanesan.